# ويل برادو
ويل برادو (بالإنجليزية: Will Prado)‏ (19 يناير 1988 بسانتا آنا في الولايات المتحدة - ) هو لاعب كرة قدم أمريكي في مركز الوسط. لعب مع Charlotte Eagles ‏ وOrange County SC ‏.

## وصلات خارجية
- ويل برادو على موقع قاعدة بيانات كرة القدم.إي يو (الإنجليزية)